# Oxford-Zeit
Oxford-Zeit (englisch Oxford time) ist eine eigentümliche Tradition der Zeitmessung in Oxford, insbesondere im Zusammenhang mit der dortigen Universität. Sie bezieht sich darauf, dass terminierte Ereignisse fünf Minuten nach der angegebenen Uhrzeit stattfinden.

## Astronomischer Hintergrund
Als Folge der Erdrotation weicht die mittlere Sonnenzeit von Orten, die sich auf unterschiedlichen Längengraden befinden, voneinander ab; diese Abweichung beträgt vier Zeitminuten je Grad Differenz in der geografischen Länge, oder eine Stunde je fünfzehn Grad. Lange war es weithin üblich, in verschiedenen Städten tatsächlich diese örtliche mittlere Sonnenzeit als Grundlage zu nehmen, so dass sich auch innerhalb eines Landes Zeitdifferenzen zwischen verschiedenen Städten bilden konnten. Erst im 19. Jahrhundert kam es zur Einrichtung von Zeitzonen, bei denen eine gemeinsame gesetzliche Zeit für ein größeres Gebiet, etwa einen Staat, definiert wurde. In Großbritannien wurde dabei die mittlere Sonnenzeit am Meridian von Greenwich als landesweiter Standard definiert, demgegenüber die mittlere Sonnenzeit von Oxford um fünf Minuten verzögert ist.

## Oxford-Zeit heute
Aus Traditionsbewusstsein heraus wird in Oxford bis heute für viele Veranstaltungen die Oxforder Ortszeit anstatt der über den Meridian von Greenwich definierten Greenwich Mean Time (GMT) zugrunde gelegt. Dies hat die Konsequenz, dass Veranstaltungen auf einer auf GMT eingestellten Uhr fünf Minuten nach der angegebenen Zeit beginnen. Dies gilt etwa für Vorlesungen, die Schließung der Pforten an den Colleges sowie Gottesdienste und Glockengeläut an Christ Church Cathedral. Trotz oberflächlicher Ähnlichkeiten hat die Oxford-Zeit daher einen anderen historischen Hintergrund als die an vielen kontinentalen Universitäten übliche akademische Viertelstunde.
Die Oxford-Zeit folgt, anders als GMT, der in Großbritannien üblichen Sommerzeit, so dass beispielsweise eine während der Sommerzeit für 9:00 Uhr Oxford-Zeit angesetzte Vorlesung um 9:05 britische Sommerzeit (entsprechend 8:05 GMT) beginnt. Die Differenz zwischen Oxford-Zeit und den auch in Oxford ganz überwiegend verwendeten, auf britische Zeit eingestellten Uhren beträgt daher unabhängig von der Jahreszeit fünf Minuten.

## In der Literatur
Lewis Carroll (1832–1898), der selbst in Oxford lehrte, setzte der Tradition mit dem stets zu spät kommenden weißen Kaninchen aus Alice im Wunderland ein literarisches Denkmal.